# Коков, Юрий Александрович
Юрий Александрович Коков (кабард.-черк. КӀуэкӀуэ Александр и къуэ Юрэ; род. 13 августа 1955, Нальчик) — российский государственный деятель. Заместитель Секретаря Совета Безопасности Российской Федерации (2018—н. в.). Глава Кабардино-Балкарской Республики (2014—2018), временно исполняющий обязанности главы Кабардино-Балкарской Республики (2013—2014). Генерал-полковник полиции (2011). Заслуженный сотрудник органов внутренних дел Российской Федерации.

## Биография
Родился 13 августа 1955 года в Нальчике, отец родом из селения Карагач Прохладненского района.
В 1974 году окончил среднюю школу № 4 города Нальчика.
В 1979 году окончил юридический факультет Ростовского государственного университета и поступил на службу в органы министерства внутренних дел Кабардино-Балкарской АССР.
С 1979 по 1987 годы проходил службу на различных должностях в подразделениях уголовного розыска и службы БХСС МВД Кабардино-Балкарской АССР.
С 1987 по 1991 годы был заведующим административно-финансовым отделом Совета Министров Кабардино-Балкарской АССР.
С 1991 по 1995 годы был заместителем начальника службы криминальной милиции, начальником Управления по борьбе с экономическими преступлениями МВД Кабардино-Балкарской Республики
В 1993 и 1997 годах дважды избирался в Палату представителей Парламента Кабардино-Балкарской Республики, где возглавлял комиссию по законодательству и безопасности.
С 1995 по 1999 годы был заместителем министра внутренних дел МВД Кабардино-Балкарской Республики — начальник службы криминальной милиции.
В 1999 году был переведен в Москву на должность главного инспектора Инспекции Главного организационно-инспекторского управления МВД России.
В 2003 году назначен заместителем начальника Главного управления по борьбе с организованной преступностью МВД России.
В 2005 году стал первым заместителем начальника департамента по борьбе с организованной преступностью МВД России.
1 ноября 2008 возглавил департамент по противодействию экстремизму МВД России.
12 июня 2011 указом Президента России было присвоено звание генерал-полковника полиции. Этим же указом Юрий Александрович Коков был назначен начальником Главного управления по противодействию экстремизму Министерства внутренних дел Российской Федерации с освобождением от ранее занимаемой должности.
4 сентября 2012 был назначен начальником Всероссийского института повышения квалификации сотрудников МВД РФ. После назначения врио Главы Кабардино-Балкарской Республики, должность начальника Института занял Юрий Демидов.
6 декабря 2013 года назначен временно исполняющим обязанности главы Кабардино-Балкарской Республики.
9 октября 2014 года депутаты парламента Кабардино-Балкарии единогласно избрали главой республики Юрия Кокова, за его кандидатуру проголосовали все 70 депутатов.
С 10 ноября 2015 по 6 апреля 2016 — член президиума Государственного совета Российской Федерации.
26 сентября 2018 Президент России Владимир Путин назначил Юрия Кокова заместителем Секретаря Совета Безопасности Российской Федерации.
8 декабря 2018 года, на основании решения, принятого делегатами XVIII съезда политической партии «Единая Россия», Юрий Коков был выведен из состава Высшего совета партии.

## Семья
Жена — Жанна Кокова (Бабаева), нотариус, в настоящее время — на пенсии.
Дочери: 
- Марианна — окончила юридический факультет Кабардино-Балкарского государственного университета
- Марина — окончила филологический факультет Кабардино-Балкарского государственного университета по специальности «английский язык».

## Классный чин
- Действительный государственный советник Российской Федерации 1-го класса (14 декабря 2021)[13]

## Награды
- Орден «За заслуги перед Кабардино-Балкарской Республикой» (1 сентября 2022) — за выдающиеся заслуги в становлении государственности Кабардино-Балкарской Республики и большой вклад в социально-экономическое развитие республики
- Орден «За заслуги перед Отечеством» IV степени
- Орден Александра Невского
- Орден Мужества
- Медаль «За отличие в охране общественного порядка»
- Заслуженный сотрудник органов внутренних дел Российской Федерации

- Почётная грамота Президента Российской Федерации